# Eka Chavleishvili
Ekaterina "Eka" Chavleishvili ( georgiano: ეკატერინე ჩავლეიშვილი ; (Batumi, 3 de octubre de 1970) es una actriz de cine y teatro georgiana. Es especialmente conocida por la película que protagonizó en 2023, Blackbird Blackbird Blackberry por la que recibió el premio “ Corazón de Sarajevo ” 2023 a la mejor actriz, recibió el premio AISGE a la mejor actriz del Festival Internacional de Cine de Gijón y fue nominada al Premio de la Academia de Cine Europeo a la mejor actriz y .

## Tratectoria
En 1994 se graduó en la Escuela de Teatro y Cine Shota Rustaveli de la Universidad Estatal de Georgia con especialización en interpretación. Su maestro fue el dramaturgo georgiano Andro Enukidze. Desde 1995 es actriz en el Teatro Dramático de Batumi. Ha participado en más de una docena de representaciones teatrales y ha recibido el premio de la Sociedad Teatral de Adjara como mejor actriz por su papel en la obra Nugzar & the Mephistopheles.
Ha participado en varias películas y series de televisión. Su trabajo ha sido reconocido internacionalmente con la película Blackbird Blackbird Blackberry (2023) dirigida por Elene Naveriani con guion a partir de la novela de la escritora feminista georgiana Tamta Melashvili. En ella interpreta el personaje de Etero, una mujer de 48 años que vive en un pequeño pueblo de Georgia que nunca quiso un marido y que debe enfrentarse a los rumores del lugar.
"La radiante interpretación que Chavleishvili hace de una mujer mayor soltera en la Georgia rural nos pareció divertida, tierna y radical en su desafío." señaló el jurado del Festival de Cine de Belfast al otorgarle el premio como mejor actriz. También ha sido premiada en el festival internacional de cine de Gijón, el Festival de Cine de Sarajevo además de la nominación al Premio de la Academia de Cine Europeo a  “Mejor Actriz Europea 2023.
Eka había trabajado anteriormente con Elene Naveriani en la película Wet Sand (2021).

## Filmografía
- Parade (2018) Dirección Nino Zhvania
- Otar's Death (2021) Dirección Ioseb Bliadze
- Wet Sand (2021) Dirección Elene Naveriani
- A room of my own (2022) Dirección Ioseb Bliadze
- Blackbird blackbird blackberry (2023) Dirección Elene Naveriani

## Premios y reconocimientos
- Premio de la Sociedad de Teatro Adjara como mejor actriz por su papel en  Nugzar & the Mephistopheles.[7]

En 2023 Por la película Blackbird Blackbird Blackberry:
- Festival de cine de Sarajevo[8][9]
- Festival de cine de Belfast
- Festival de cine de Gijón Premio AISGE 2023 a la mejor actriz    [10]
- Nominada al Premio de la Academia de Cine Europeo a  “Mejor Actriz Europea 2023[8][11]